# مكتبة دوك همفري

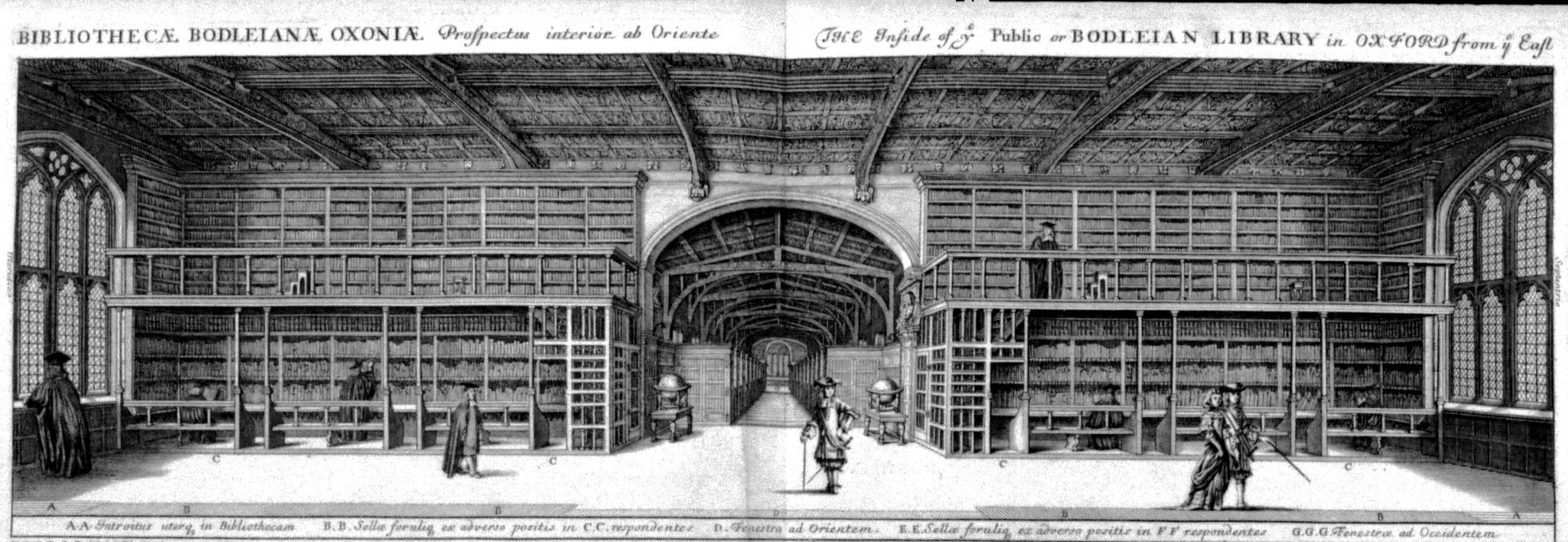
نقش من نهاية الفنون، مكتبة الدوق همفري

مكتبة دوك همفري هي أقدم غرفة قراءة في مكتبة بودليان في جامعة أوكسفورد. حتى عام 2015، كانت هذه الغرفة تستخدم كغرفة قراءة للخرائط، والموسيقى والكتب النادرة قبل 1641؛ بعد افتتاح مكتبة ويستون الجديدة، أصبحت غرفة قراءة إضافية لجميع مستخدمي بودليان، حيث تعد مكتبة ويستون أيضا غرفة دراسة لمجموعات خاصة. وهي مقسمة إلى ثلاثة أقسام: القرون الوسطى الأصلي (1487)، ونهاية الفنون (1612)، وتشكل نهاية فترة سولدن (1637). تحتوي هذه الغرفة علي مجموعات من الخرائط  والموسيقى والمخطوطات الغربية واللاهوت والفن. غرفة الدراسة هذه مخصصة للباحثين في علم المخطوطات والببليوغرافيا والتاريخ المحلي. كما أنها موقع لأرشيفات الجامعة وحزب المحافظين.

## التاريخ
تمت تسمية مكتبة دوك همفري على اسم همفري لانكاستر (دوق غلوستر الأول)، الابن الأصغر لهنري الرابع ملك إنجلترا. كان متذوقًا في الأدب وكلف بترجمة الأعمال الكلاسيكية من اليونانية إلى اللاتينية. عندما توفي عام 1447. في عام 1550، أثناء الإصلاح، قام مفوضو الملك بنهب مكتبة الكتب من أجل تدمير بقايا الكاثوليكية الرومانية في البلاد. ربما أحرقت الكتب، وفي عام 1556 قامت الجامعة بإزالة الأثاث. واليوم، لم يبق في المكتبة سوى ثلاثة من كتب همفري الأصلية.

## معرض الصور

داخل مكتبة دوك همفري
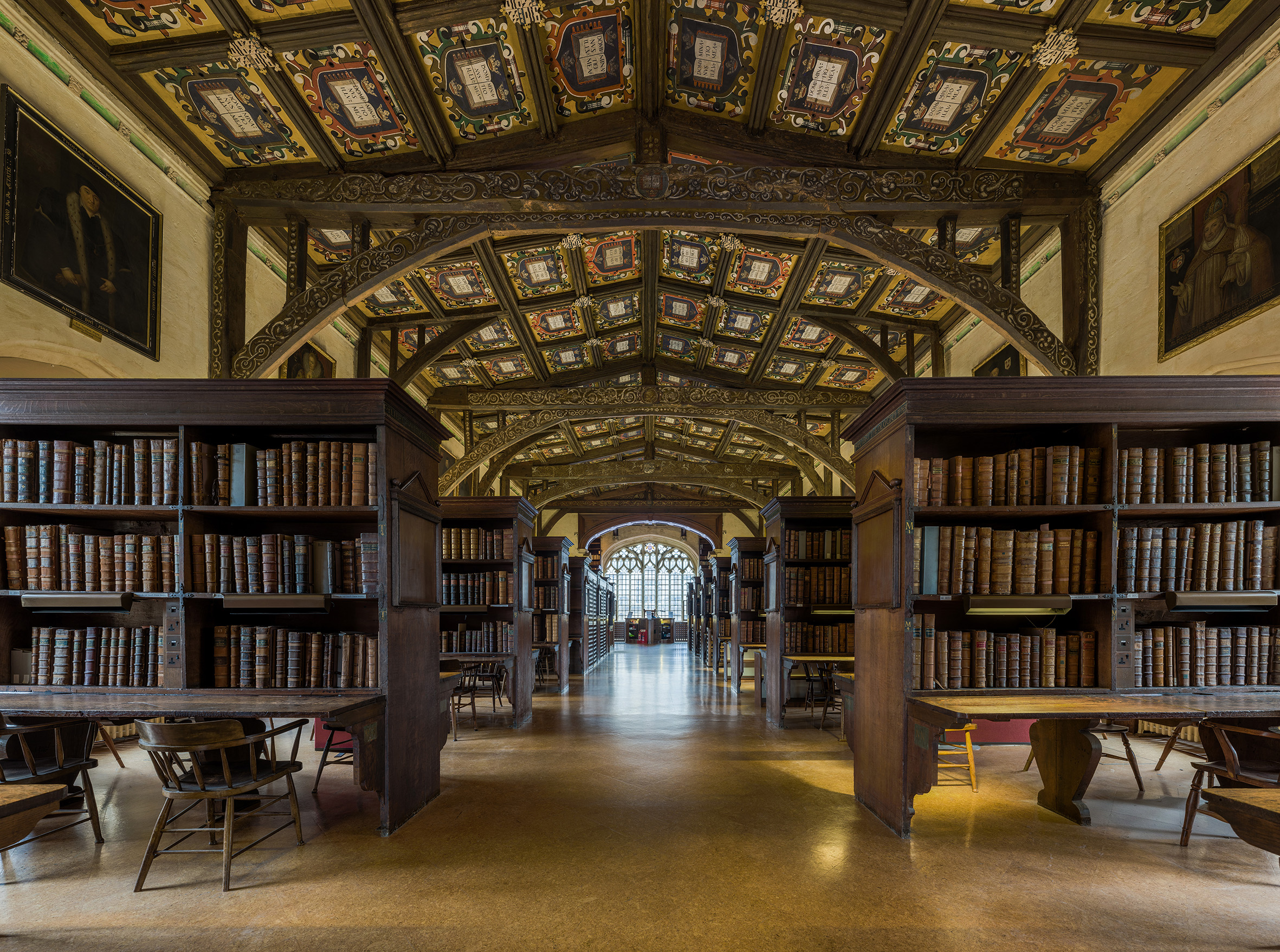
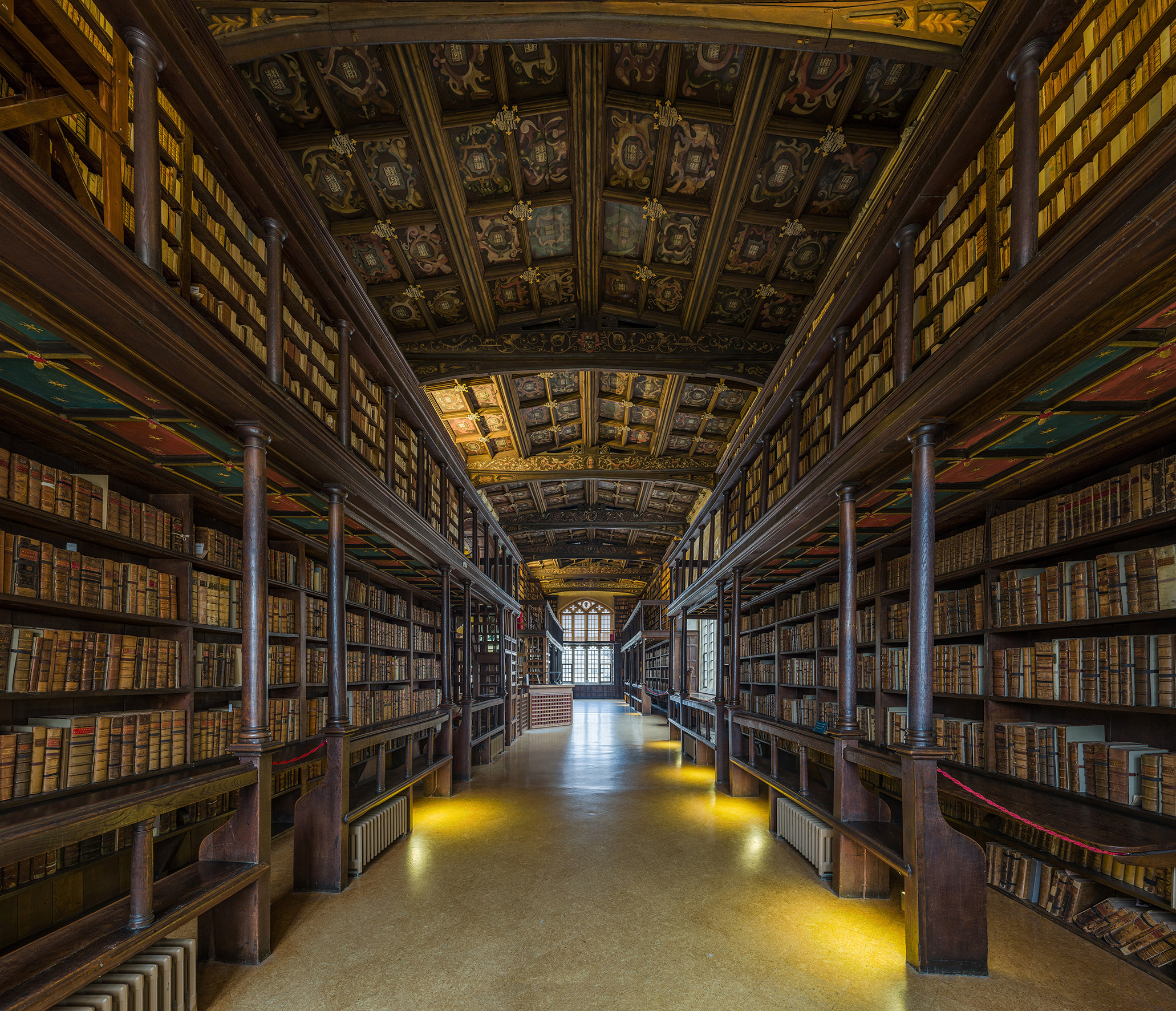
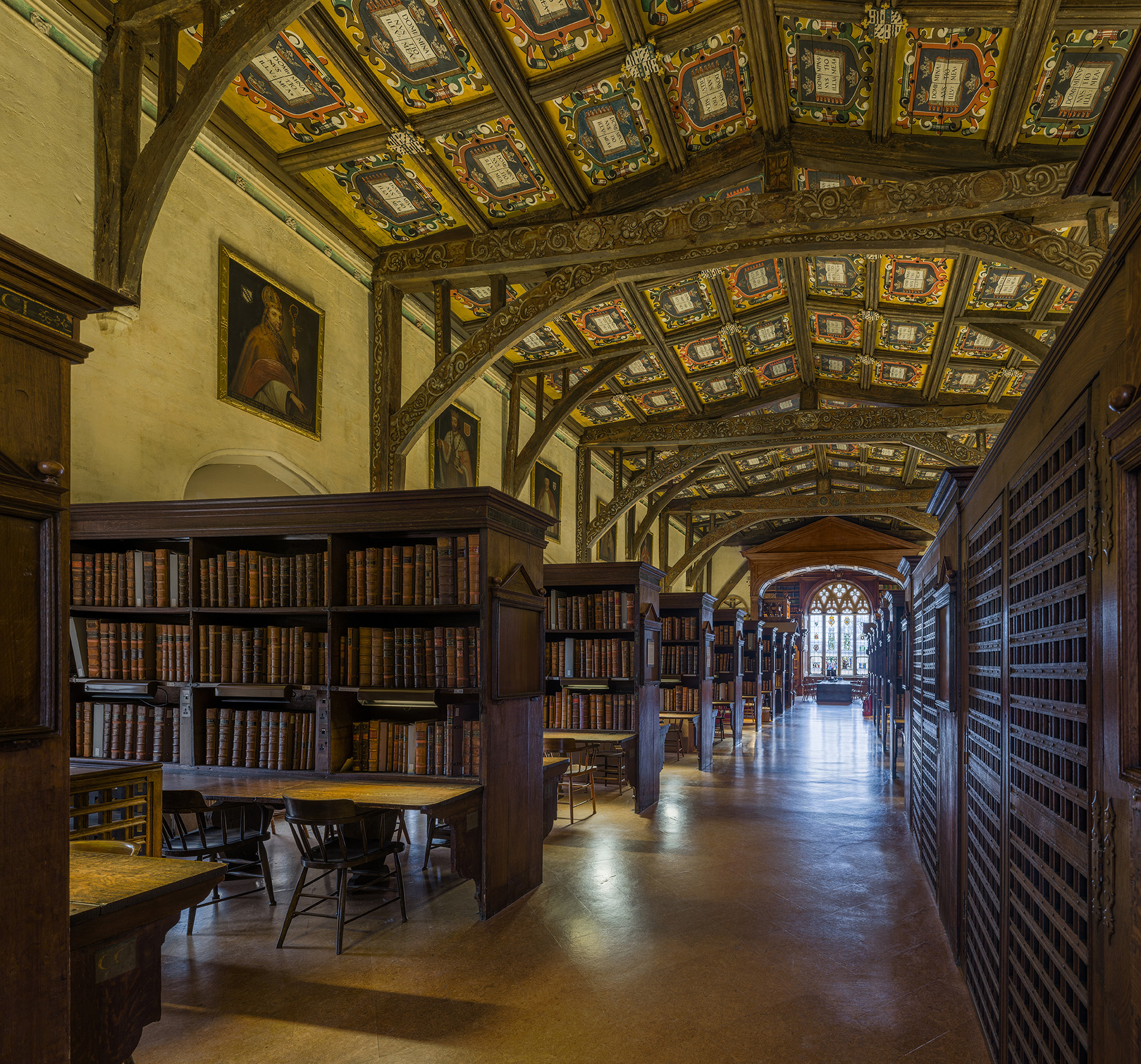
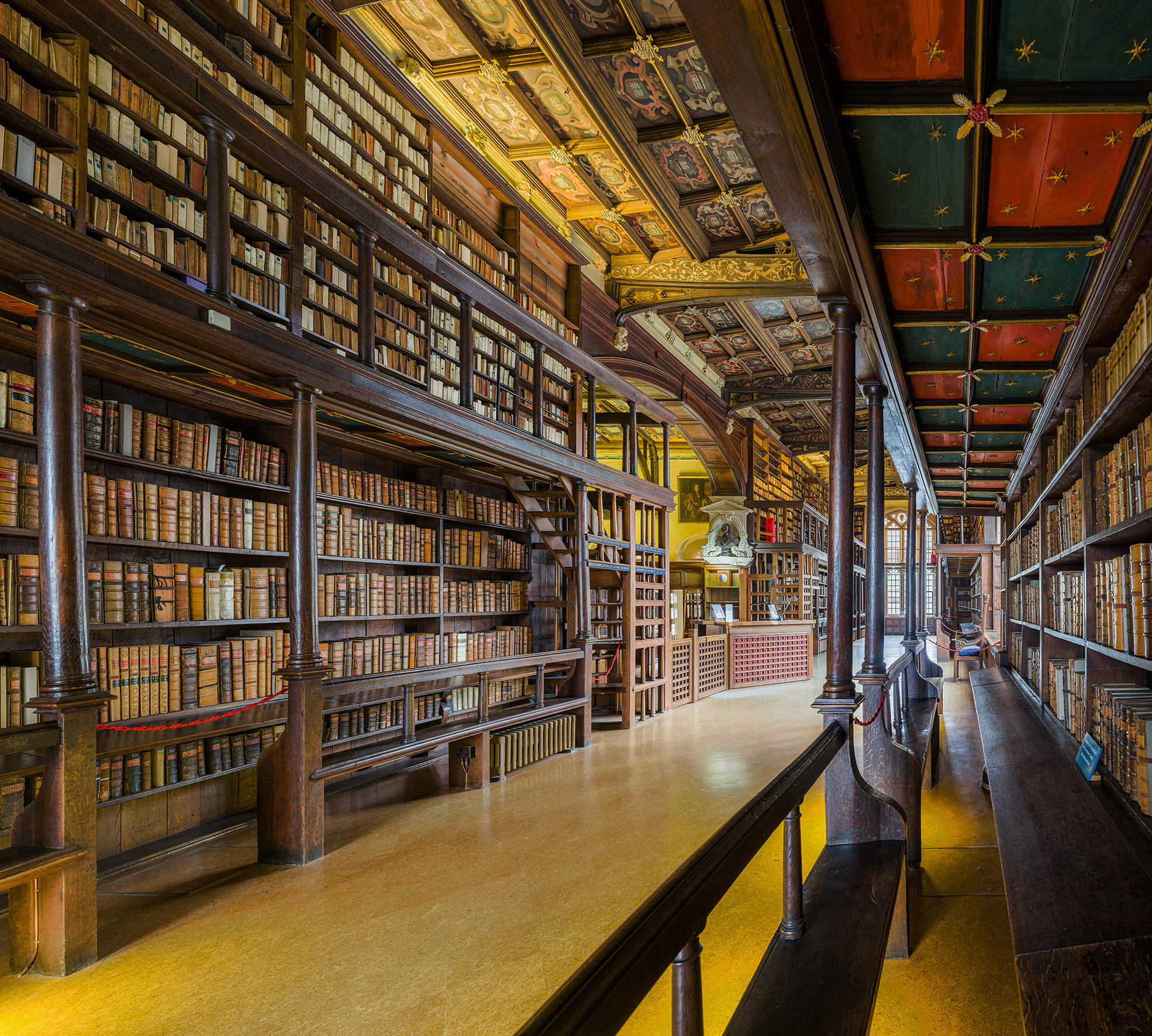
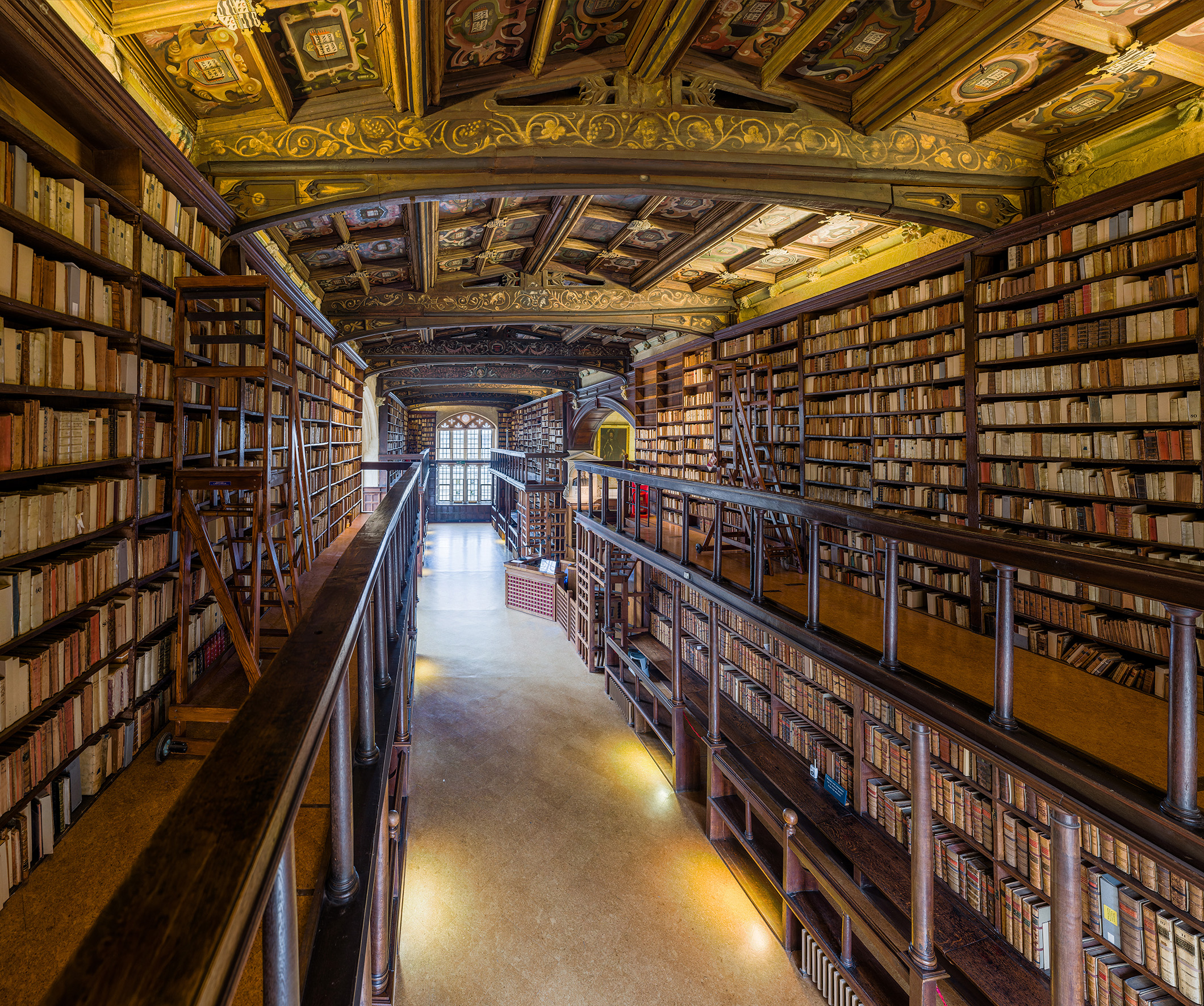